# متباينة خطية
المتباينات الخطية بالرياضيات هي متباينات تضمُّ دالَّةً أو دوالاً خطية. بشكل عام، المتباينات الخطية هي عبارات شبيه بالمعادلات الخطية، لكن بدل إشارة = إشارة >أو< أو≤ أو≥ ، وهي تعد فرعاً من فروع علم الجبر. والمتباينات الخطية أنواع كثيرة لا تعد ولا تحصى،وقد تكون بمتغير او اكثر، وهي من المواضيع المهمة، ولكن حلولها كثيرة ليست كحلول المعادلات التي تحتمل حلاً واحداً أو أكثر، أما بالنسبة لإشارات المتباينة تعرف كما يلي: > تعني أكبر من و< تعني أصغر من و≤ تعني أصغر من أو يساوي و≥ تعني أكبر من أو يساوي. ومن ضمن المواضيع التي تطبق فيها المتباينات الخطية مواضيع الهندسة، مثل متباينة المثلث أو متباينة المثلثين، وتُسمَّى عملية إيجاد قيم المتغير في المتباينة بحل المتباينة.
في الرياضيات، المتباينة أو المتراجحة (بالإنجليزية: inequality) هي علاقة رياضية تعبر عن اختلاف قيمة عنصرين رياضيين.
العلاقة تعني أن a أصغر من b.
العلاقة تعني أن a أكبر من b.
العلاقة تعني أن a لا يساوي b لكنها لا تحدد العلاقة النسبية بينهما.
في جميع الأمثلة السابقة المتغيران a وb غير متساويين. وتعرف هذه العلاقات بعلاقات اللامساواة الصارمة، وذلك بالمقارنة مع العلاقات التالية:
```
تعني أن a هو أصغر أو يساوي لـ b.
تعني أن a هو أكبر أو يساوي b.
```